# مونیکا باستیانی
مونیکا باستیانی (ایتالیایی: Monica Bastiani؛ زادهٔ ۴ ژانویهٔ ۱۹۶۴) بازیکن بسکتبال اهل ایتالیا بود. وی در بازی‌های المپیک تابستانی ۱۹۹۲ شرکت کرده‌است.